# Aeroporto di Katima Mulilo
L'aeroporto di Katima Mulilo (IATA: MPA, ICAO: FYKM) è un aeroporto della Namibia che serve l'omonima città capoluogo della regione dello Zambesi, nel Dito di Caprivi. È situato nei pressi dell'autostrada nazionale B8, 18 km a sud-ovest di Katima Mulilo. Vi operano i voli di collegamento con l'aeroporto di Windhoek-Hosea Kutako, in Namibia, e stagionalmente con l'aeroporto di Maun, in Botswana.